# Nördliche Cheyenne
Die Nördlichen Cheyenne (Eigenname: O mi sis) sind eine Gruppe der Cheyenne-Indianer. Seit den 30er Jahren des 19. Jahrhunderts lebten sie im Gebiet des Yellowstone River und des North Platte River. Zuvor waren sie zusammen mit den Südlichen Cheyenne weiter im Süden am Arkansas River beheimatet.
Die Nördlichen Cheyenne besaßen sehr viel Pferde, möglicherweise mehr als alle anderen Stämme der Prärie und wurden auch die 'bewundernswerten Menschen' (Englisch: Beautiful People) genannt.
Sie schlossen sich für Kriegszüge zuweilen den Lakota und den Arapaho an. Dieser Kampfesverband besiegte 1876 General Custer und seine Truppen am Little Big Horn. Nach dieser Schlacht wurden die Cheyenne in Reservate in Montana gesperrt. Die Ausübung ihrer Religion, Sitten und Gebräuche wurden ihnen zeitweise untersagt.
Bekannte Anführer der Nördlichen Cheyenne sind Ohcumagache (Kleiner Wolf) und Tahmelapashme (Mattes/Stumpfes Messer). Diese unterzeichneten 1868 eine Vereinbarung mit dem Bureau of Indian Affairs, um mit den Sioux in einem Reservat in der Nähe der Black Hills (South Dakota und Wyoming) zu leben. In Fort Robinson angekommen, wurden die verbleibenden 972 Nördlichen Cheyenne jedoch nach Fort Reno zum Cheyenne-Arapaho Reservat verbracht. Dort befand sich bereits ein Teil der Südlichen Cheyenne. Die Nördlichen Cheyenne wollten zurück zu den Black Hills, was ihnen jedoch nicht erlaubt wurde. In den folgenden Monaten starben viele Cheyenne im Cheyenne-Arapaho-Reservat an Unterernährung und Malaria. Die Jagd war ihnen untersagt worden. „Our people died, died, died, kept following one another out of this world.“  Am 9. September 1878 brachen 297 Nördliche Cheyenne – darunter waren weniger als 100 Krieger – unter der Führung von Ohcumagache und Tahmelapashme Richtung Norden auf, um in ihr angestammtes Land zurückzukehren. Dabei wurden sie von Soldaten der U.S. Armee verfolgt, mit welchen sie sich ein Feuergefecht in der Nähe des Cimarron Flusses lieferten. Die verbliebenen Nördlichen Cheyenne teilten sich weiter auf, wobei 134 Menschen mit Ohcumagache (Kleiner Wolf) weiter Richtung Norden zum Tongue Fluss wanderten, in der Hoffnung, dort wieder wie früher leben zu können. Ca. 150 Menschen gingen mit Tahmelapashme (Stumpfes Messer) Richtung Nordwesten zu einem Sioux-Reservat in Dakota, um bei Chief Rote Wolke (Englisch: Red Cloud) Schutz zu suchen. Nach weiterer Gefangennahme und Gefechten mit der Armee wurden neun verbleibende Nördliche Cheyenne aus Tahmelapashme's Gruppe auf Rote Wolkes Reservat im Januar 1869 gefangen genommen. Die Gruppe um Ohcumagache wurde von Leutnant William P. Clarke entwaffnet und zum Fort Keogh verbracht, wo Ohcumagache seiner Alkoholsucht verfiel.